# ذياب بن صخر العامري
ذياب بن صخر بن حمد العامري شاعر ومذيع عُماني، ولد بمدينة مطرح (محافظة مسقط)، يوم السبت الخامس والعشرين من شهر يناير عام 1947 م.

## حياته
تلقّى تعليمه الأول في مدرسةٍ لتعليم القرآن الكريم بمدينة مطرح، وفي سنة 1955 التحق للدراسة بالمدرسة السّعيديّة بمحافظة مسقط حيثُ درس بها حتى سنة 1961، ثمّ تلقّى تعليمه على يد معلم فلسطيني الجنسية يُدعى ((عبد الرّحمن الغُفّ))، إلى أن ارسلته الحكومةُ العُمانيّةُ بعثه في العام التّالي سنة 1962 إلى جمهورية اليمن، في دورةٍ دراسية بمعهدٍ لتدريب وتأهيل المعلمين.
• عند عودته إلى بلاده قام بالتّدريسَ لخمسِ سنواتٍ، وذلك في المدرسة السّعيديّة بمطرح الّتي كانتْ تُعَدُّ إحدى أول ثلاث مدارس فقط في البلاد من حيث اتّباعها طُرُقَ ومناهجَ التّعليم الحديث.
• التحق في سنة 1969 بالعمل في ما كانَ يُعرفُ بمستشفى الإرساليّة الأمريكيّة بمطرح (مستشفى الرّحمة حالياً) وذلك لما يقرب من عامٍ ونصف.

## الإعلام
عمل منذُ سنة 1970 وحتّى سنة 1992 في الإذاعة والتّلفزيون بسلطنة عُمان، والتحق أثناء عمله ذلك بدوراتٍ إذاعيّةٍ وتلفزيونيّة مختلفةٍ في كلّ من الأردن وبريطانيا واليابان، كما قام بزيارات استطلاعيّةٍ وحضر ندواتٍ تخصّصيةً في مجالي الإذاعة والتّلفزيون في كلّ من الدول التالية: فرنسا وألمانيا وكوريا الجنوبيّة والولايات المتّحدة الأمريكيّة.
وقام بتغطية العديد من المحافل الاجتماعات والمؤتمرات السّياسيّة، والمناسبات المختلفة، وذلك على امتداد البلاد العربيّة وبلدان العالم الأخرى، وأجرى مقابلاتٍ مع عددٍ من رؤساء الدّول والحكومات وشخصيّاتٍ سياسيّة وفكريّة وفنيّة مرموقة.

## مؤلفاته[2]
ديوان «قصائد من الزمن البعيد»، 1981 م
ديوان «مرفأ الحب»، 1989 م
كتاب نثري «ومضات من دروب الايام»، 1997م
ديوان عودة الحب 